# Державна премія УРСР імені Тараса Шевченка — лауреати 1979 року
Державна премія УРСР імені Тараса Шевченка 1979 року

## Кандидати і лауреати
Комітет по Державних преміях Української РСР імені Т. Г. Шевченка в галузі літератури, журналістики, мистецтва і архітектури при Раді Міністрів Української РСР допустив до участі в конкурсі на здобуття Державних премій Української РСР імені Т. Г. Шевченка в 1979 році такі кандидатури (лауреати виділені):
| Галузь                                                | Кандидат | Обґрунтування | Хто висунув |
| ----------------------------------------------------- | --- | --- | --- |
| Література                                            | Бровченко Володимир Якович | Збірка поезій «Вічний жайвір» | Київська організація Спілки письменників України |
| Література                                            | Дімаров Анатолій Андрійович | Книга повістей «Постріли Уляни Кащук» | Київська організація Спілки письменників України Видавництво художньої літератури «Дніпро» Видавництво «Радянський письменник» |
| Література                                            | Дмитерко Любомир Дмитрович | Збірки поезій «Світе мій» та «Основа» | Спілка письменників України Київська організація Спілки письменників України Видавництво ЦК ЛКСМУ «Молодь» Видавництво художньої літератури «Дніпро» Видавництво «Радянський письменник»                                                                                    |
| Література                                            | Мушкетик Юрій Михайлович | Книга повістей «Суд над Сенекою» | Київська організація Спілки письменників України Видавництво ЦК ЛКСМУ «Молодь» |
| Література                                            | Олійник Микола Якович | Роман «Пролог» | Київська організація Спілки письменників України |
| Література                                            | Федорів Роман Миколайович | Роман «Кам'яне поле» | Видавництво художньої літератури «Дніпро» |
| Журналістика і публіцистика                           | Москаленко Анатолій Захарович | Документальна повість «Киев» | Спілка журналістів України Київська організація Спілки журналістів України |
| Журналістика і публіцистика                           | Подолян Микола Петрович | Публіцистичні статті та памфлети в періодичній пресі 1976—1978 років «З думою про Леніна», «Любов'ю сильна і прекрасна», «Дивлюсь на Київ», «Живий вогонь», «Заокеанська пташка з оунівського піддашка» та інші | |
| Теорія та історія літератури, мистецтва і архітектури | Кисельов Йосип Михайлович | Книга «Поетеса української сцени» | Українське театральне товариство |
| Теорія та історія літератури, мистецтва і архітектури | Шабліовський Євген Степанович | Монографія «Чернышевский и Украина» | Видавництво «Наукова думка» Київський державний музей Т. Г. Шевченка Саратовський державний будинок-музей М. Г. Чернишевського Київське станкобудівельне виробниче об'єднання                                                                                               |
| Образотворче мистецтво                                | Архітектори: Баглей Олексій Іванович Вересов Є. П. Катернога Мусій Тимофійович Шемседінов Ірфан Гафарович Шеффер Адольф Львович Скульптори: Макогон Іван Васильович Чиж Станіслав Олександрович | Обеліск в честь міста-героя Севастополя | Севастопольська організація Спілки архітекторів України Севастопольська міська організація Українського товариства охорони пам'яток історії та культури |
| Образотворче мистецтво                                | Ватченко Горпина Федосіївна (керівник роботи) Зуєв Володимир Олександрович (архітектор, автор реконструкції комплексу) Коротков Володимир Іванович, Ривін Володимир Лазаревич (художники, автори інтер'єрів музею) Бут Микола Якович, Овечкін Микола Васильович (художники, автори діорами «Битва за Дніпро») Прокудо Віталій Стефанович (автор сценарію і науковий консультант діорами «Битва за Дніпро») | Комплекс Дніпропетровського історичного музею імені Д. І. Яворницького | Дніпропетровська обласна рада народних депутатів Дніпропетровська організація Спілки художників України Дніпровський ордена Леніна металургійний завод імені Г. І. Петровського                                                                                             |
| Образотворче мистецтво                                | Вітковська Людмила Владиславівна | Цикл народних декоративних розписів «Радуйся земле» | Українське відділення агентства преси «Новини» |
| Образотворче мистецтво                                | Вронський Макар Кіндратович (скульптор) Гнєзділов Василь Георгійович (архітектор) Солоп Л. С. (керівник будівництва) | Меморіал вічної слави в місті Луцьку Волинської області | Спілка художників України Луцький міський комітет Компартії України Луцький електроапаратний завод імені XXV з'їзду КПРС Луцький автомобільний завод |
| Образотворче мистецтво                                | Кунцевич Едвард Михайлович Микитенко Борис Потапович (скульптори) Ренькас Олександр Станіславович (архітектор) | Монумент вічної слави в місті Черкаси | Черкаський обком Компартії України Черкаський виконком обласної ради народних депутатів Черкаський обком профспілки працівників культури Черкаський машинобудівний завод імені Г. І. Петровського Спілка художників України Черкаська організація Спілки художників України |
| Музика                                                | Губаренко Віталій Сергійович | Опери «Крізь полум'я», Третя симфонія «Партизанам України» | Міністерство культури Української РСР |
| Музика                                                | Дичко Леся Василівна | Кантати «Чотири пори року», «Сонячне коло», «Карпатська кантата» і симфонія «Вітер революції» | Київська організація Спілки композиторів України |
| Музика                                                | Ковач Ігор Костянтинович | Пісні останніх років: «Ленін», «Пісня про Леніна», «Жінки революції», «Пливуть кораблі», «Дороги братів», «На безконечному марші»                                                                               | Харківська організація Спілки композиторів України |
| Музика                                                | Колодуб Лев Миколайович | «Українська карпатська рапсодія № 2», п'єса для симфонічного оркестру «Троїсті музики» | Спілка композиторів України |
| Музика                                                | Муравський Павло Іванович | Підготовка і здійснення запису на пластинки 37 творів М. Д. Леонтовича | Київська консерваторія |
| Музика                                                | Філіпенко Аркадій Дмитрович | Пісні останніх років: «Хвала народу-переможцю», «Марш прапороносців волі», «Хвала полум'яним серцям», «Київ — ти моя любов»                                                                                     | Спілка композиторів України |
| Оперно-театральне мистецтво                           | Афанасьєв Борис Гнатович — диригент-постановник Чайка Юрій Вікторович — режисер-постановник Виконавці провідних партій: Капустін Анатолій Трохимович Іванов Євген Миколайович Ткаченко Нінель Олександрівна | Опера «Семен Котко» Сергія Прокоф'єва в Одеському академічному театрі опери та балету | Міністерство культури Української РСР |
| Оперно-театральне мистецтво                           | Кусенко Ольга Яківна | Виконавиця ролей Василуци у виставі «Каса Маре» Й. Друце і Наталії Фадеївни у виставі «І змовкли птахи» І. Шамякіна в Київському академічному українському драматичному театрі імені Івана Франка               | Українське театральне товариство |
| Оперно-театральне мистецтво                           | Мокренко Анатолій Юрійович | Театрально-концертна діяльність 1977—1978 рр. | Міністерство культури Української РСР |
| Оперно-театральне мистецтво                           | Шведов Ігор Олександрович | Театрально-концертна діяльність 1977—1978 рр. | Міністерство культури Української РСР |
| Кінематографія                                        | Автори сценарію: Болгарин Ігор Якович Смирнов Віктор Васильович Режисер-постановник: Левчук Тимофій Васильович Оператор-постановник: Плучик Едуард Ліокумович Виконавець ролі С. Ковпака: Степанков Костянтин Петрович Виконавець ролі Руднєва: Бєлохвостик Валентин Сергійович | Кінотрилогія «Дума про Ковпака» Київської кіностудії художніх фільмів імені О. П. Довженка | Спілка кінематографістів України |
| Кінематографія                                        | Денисенко Володимир Терентійович — автор сценарію і режисер | Художній фільм «Женці» Київської кіностудії художніх фільмів імені О. П. Довженка | Державний комітет Ради Міністрів УРСР по кінематографії Київська кіностудія художніх фільмів імені О. П. Довженка |
| Кінематографія                                        | Кузнецов Владлен Миколайович — автор сценарію і дикторського тексту Шкляревський Георгій Якович — режисер Патлашенко Євген Олександрович — оператор | Документальний фільм «Слово про хліб» Української студії хронікально-документальних фільмів | Державний комітет Ради Міністрів УРСР по кінематографії Українська студія хронікально-документальних фільмів |
| Архітектура                                           | Архітектори: Миргородський Сергій Миколайович Іванов Ігор Миколайович Діденко Н. І. Гупало Роман-Енріке Миколайович Савченко Віктор Володимирович Скульптор: Клоков В'ячеслав Михайлович Конструктор Кузяків В. А. Керівники будівництва: Бугрим М. В. Андреєв В. М. | Готель «Мир» у Харкові | Спілка архітекторів України Київський зональний науково-дослідний і проектний інститут типового і експириментального проектування житлових і громадських споруд Харківська організація Спілки архітекторів України                                                          |
| Архітектура                                           | Архітектори: Урсатій Георгій Антонович Холковський Валерій Михайлович Гнєздилов Василь Георгійович Інженер: Смирнова Євдокія Давидівна | Комплекс ландшафтного парку імені 50-річчя Жовтня в місті Черкасах | Спілка архітекторів України Черкаська організація Спілки архітекторів України |